# Vera von Bissing

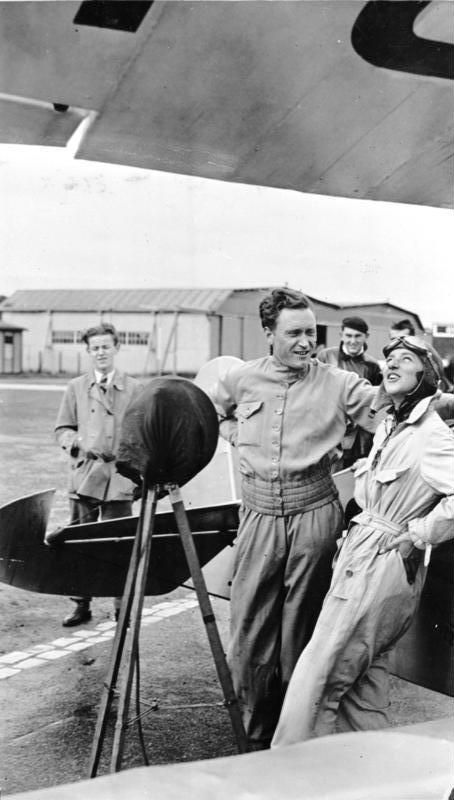
Gerhard Fieseler (l.) und Vera v. Bissing (r.) bei den Kunstflugmeisterschaften 1931 in Berlin-Tempelhof

Vera von Bissing (* 23. Oktober 1906 in Frankfurt am Main; † 15. Juni 2002 in Eschwege) war eine deutsche Kunstfliegerin der 1930er Jahre.

## Jugend und Ausbildung
Vera von Bissing stammte aus einer begüterten Offiziersfamilie, die bis 1918 in Mülhausen/Elsass wohnte, wo die Tochter ihre behütete Jugend verbrachte. Ihr früher Wunsch, fliegen zu lernen, stieß auf heftigen Widerstand besonders ihrer Mutter, so dass von Bissing bis über ihre Volljährigkeit hinaus darum kämpfen musste. Anfang November 1929 erhielt sie die Erlaubnis und begann am 11. desselben Monats ihre Ausbildung in Frankfurt-Rebstock bei Fluglehrer Wiegmeyer auf einer Raab-Katzenstein RK 2 b Pelikan (D-1193). Der erste Alleinflug fand am 5. Dezember statt. Bevor sie am 27. Januar 1930 den Flugzeugführerschein A2 bekam, gab es noch einen kleinen Bruch, für den sie aber ihren Fluglehrer verantwortlich machte. Bald bekam sie nun ein eigenes Flugzeug, eine gebrauchte Raab-Katzenstein Kl. 1 c Schwalbe (D-1742), mit der sie nach Kassel übersiedelte, um vom Deutschen Kunstflugmeister Gerhard Fieseler zur Kunstfliegerin ausgebildet zu werden. Im September erhielt sie die Kunstflugscheine I und II. Fieseler hatte ihr noch etwas beigebracht, das überaus beeindruckte – den Außenlooping, den er selbst entwickelt hatte. Sie war nun die erste Frau, welche diese anstrengende Figur beherrschte und auch vorführte.

## Fliegen als Beruf
Mit dieser Ausbildung konnte sich Vera von Bissing nicht nur in Deutschland, sondern auch in den anderen europäischen Ländern schnell einen herausragenden Ruf erwerben. Damit stiegen auch die Gagen, die sie für ihre Vorführungen verlangen konnte und auch bekam. Sie flog jedes Flugzeug, an das sie kommen konnte. Dazu gehörte auch das im Auftrag der Dresdner Zigarettenfirma Haus Bergmann von Alexander Lippisch entworfene und von Fieseler als F 3 Wespe gebaute zweimotorige Flugzeug, das Fieseler selbst nach dem Einflug und den ersten Erprobungsflügen als für normale Piloten unfliegbar bezeichnet hatte. Für Vera von Bissing war Fliegen „das Schönste, was es auf der Welt gibt“, wie sie einmal sagte. Als eine der besten europäischen Kunstfliegerinnen wurde sie schon 1932 von der WIAA (Woman’s International Association of Aeronautics) zum Ehrenmitglied ernannt. 1933 trat sie in Paris bei der Internationalen Kunstflugmeisterschaft der Damen an und siegte in überzeugender Weise. Diesen Titel wollte sie im darauf folgenden Jahr verteidigen; eine Erkrankung machte ihr dies unmöglich. Mit Liesel Bach errang eine andere Deutsche den Titel. Sie und Vera von Bissing sollten sich von da an in vielen Wettbewerben gegenüberstehen. Die alte Schwalbe hatte inzwischen ausgedient und war durch eine moderne und leistungsfähigere BFW M 35 b mit dem Kennzeichen D-EXIV ersetzt worden, ein Tiefdecker, der nun ihr Logo trug, wie auch das Vorgängerflugzeug. Das hatte seinerzeit der graphisch ausgebildete Gerhard Fieseler selbst für sie entworfen.

## Weitere Erfolge
Auf Grund ihres Rufes erhielt sie auch Werbeverträge, so z. B. von der Zigarettenfirma Haus Bergmann, ebenso von der Kraftstoffirma Shell. Obwohl im Grunde unpolitisch eingestellt, war sie zum 1. März 1933 in die NSDAP eingetreten (Mitgliedsnummer 1.548.989), hat ihre Mitgliedschaft aber offensichtlich nie hervorgekehrt. Sie betrachtete diesen Schritt wohl nur als für ihre fliegerische Karriere förderlich. Darin blieb sie weiter erfolgreich. Anlässlich der Olympischen Sommerspiele 1936 trat sie bei dem Kunstflugwettbewerb der Damen gegen Liesel Bach an und siegte. Die Reihenfolge war wenige Tage später umgekehrt, als beim großen Flugtag in Tempelhof das Publikum, das diesmal zu urteilen hatte, Bach zur Siegerin erklärte. Im selben Jahr wurde Vera von Bissing von der in Paris ansässigen Ligue Internationale des Aviateurs zum Ehrenmitglied ernannt. Das war ihr letzter Erfolg als frei arbeitende Kunstfliegerin.

## Die Eingliederung
1937, mit der Schaffung des NSFK, wurde ihr mitgeteilt, dass Kunstflieger bei allen Flugtagen nicht mehr gegen Bezahlung eingesetzt würden. Damit wäre ihr, zumindest im Inland, die wirtschaftliche Grundlage entzogen worden, wenn sie nicht auf ein ihr gleichzeitig übermitteltes Angebot des Korpsführers des NSFK eingegangen wäre. Danach sollte sie als Sachbearbeiterin bei dieser Parteigliederung mit einem festen Gehalt eingestellt werden. Ihr Flugzeug sollte zwar offiziell vom NSFK käuflich erworben werden, ihr aber weiter für ihre Auftritte zur Verfügung stehen. Es blieb ihr nichts anderes übrig, als diesen Vorschlag anzunehmen. Eschwege wurde zu ihrem Wohn- und Arbeitsort, wo sie bis zu ihrem Lebensende blieb. Neben ihren Aufgaben beim neuen Arbeitgeber hatte sie aber weiter die Möglichkeit, mit ihrer M 35 b an ausländischen Wettbewerben teilzunehmen, wie z. B. an der Niederländischen Kunstflugmeisterschaft im Mai 1937 in Eelde bei Groningen. Dort wurde sie gegen sieben männliche Teilnehmer Vierte. Auch an einem Großflugtag auf dem Rotterdamer Flugplatz einen Monat später zeigte sie ihr Können im Vergleich mit der französischen Kollegin Maryse Hilsz. Im August 1938 nahm sie an einem Flugtag in Eastbourne (England) teil, wozu die Zeitschrift Flight schrieb, dass ihre Vorführung einen eigenen Artikel verdient hätte (der aber nie kam). Auch bei der gleichen Veranstaltung im Folgejahr hatte sie großen Erfolg. Die Teilnahme am Zuverlässigkeitsflug der Sportfliegerinnen 1938, wie alle 12 weiteren Beteiligten auf vom NSFK gestellten Klemm Kl 25, war ihr letzter flugsportlicher Auftritt. Außerdem zeigte sie ihr Können im selben Jahr noch einmal auf dem von ihrem Lehrmeister Gerhard Fieseler in Kassel veranstalteten Großflugtag, wo sie zusammen mit Hanna Reitsch und Albert Falderbaum zu den Glanzpunkten zählte.
Am 12. August 1939 zeigte sie in England ihr Können:

„Fräulein Vera von Bissing took off in her B.F.W. M35 to give one of those highly polished and perfectly executed aerobatic exhibitions that have made her name famous throughout Europe. Her programme ranged from simple loops to half bunts in both upward and downward directions. Her slow rolls were gems of precision, while the old Siemens-engined M.35 seemed to be just as at home doing steep turns on its back as when flying in a more orthodox attitude.“

## Kriegs- und Nachkriegszeit
Neben ihrer weiteren, inzwischen wohl stark ausgeweiteten Tätigkeit für die NSFK-Gruppe 8, trat im Laufe des Krieges auch die Luftwaffe bei Vera von Bissing als Auftraggeber auf. Sie wurde, weiter als Zivilistin, Leiterin eines Überführungskommandos, das von Eschwege aus neue, überholte oder reparierte Flugzeuge zu den Luftparks brachte. Sie selbst machte nach eigener Aussage auch öfters Kurierflüge, meist zwischen Berlin und Paris. Dazwischen konnte sie immer wieder einmal ihre D-EXIV aus der Halle holen und damit etwas fliegen.
Beim Einrücken der Amerikaner wurde sie verhaftet und längere Zeit festgehalten. Mit Tränen in den Augen musste sie, wie sie erzählte, von ihrem Zellenfenster mit ansehen, wie ihr Flugzeug, nun mit amerikanischen Sternen bemalt, in Richtung Westen für immer verschwand.
Vera von Bissing, die nach ihrer Entlassung zunächst für die Besatzungsmacht als Dolmetscherin arbeitete, hat später nicht mehr ernsthaft versucht, wieder in der Fliegerei Fuß zu fassen, wie z. B. ihre Kollegin Liesel Bach. Mit der Leitung einer Wäscherei hielt sie sich und ihre Eltern über Wasser. Die Traditionsgemeinschaft Alte Adler ehrte sie durch die Aufnahme als Mitglied. Sie selbst schloss sich noch 1979 der Vereinigung Deutscher Pilotinnen (VDP) an.
Am 15. Juni 2002 starb sie im Alter von 95 Jahren in Eschwege, wo sie im Familiengrab beigesetzt wurde.